# Naboo
Naboo je fiktivní planeta z filmové ságy Hvězdné války (Star Wars). Pochází z ní královna a později senátorka Padmé Amidala, Jar-Jar Binks, Palpatine a droid R2-D2. Naboo je zároveň názvem fiktivního státu na této planetě (anglicky Royal House of Naboo), demokratické volené monarchie náležící k Republice, ale nemající pod kontrolou domorodé Gungany. Na této planetě zahájila Obchodní federace první blokádu. Později se stala součástí Impéria. Kolem planety obíhá jeden měsíc.

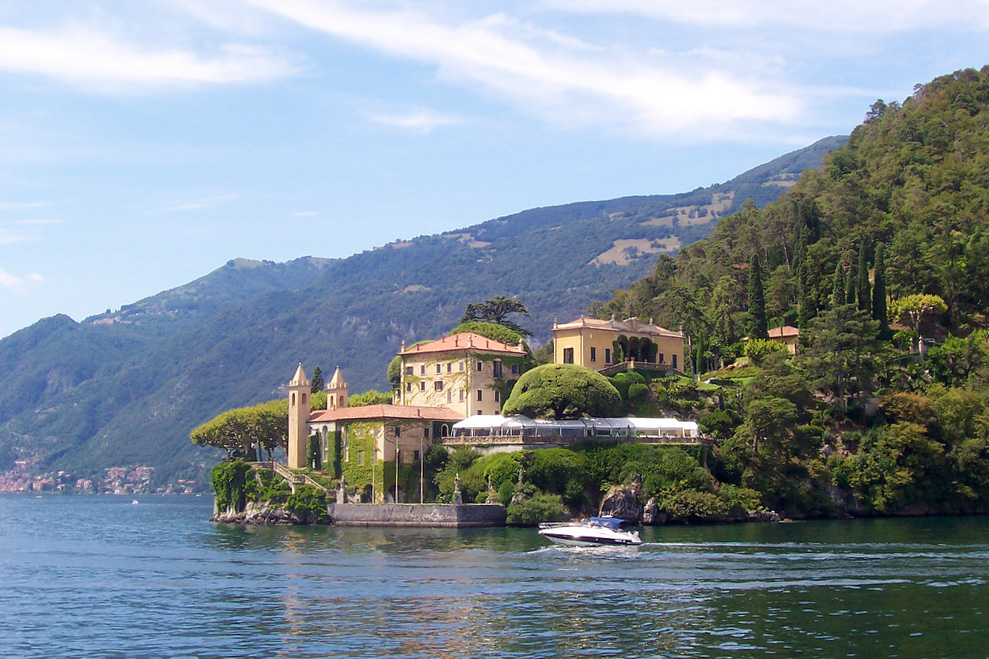
Villa Balbianello posloužila jako předloha pro letní sídlo senátorky a královny Amidaly

Naboo má jen nepatrné jádro a celé nitro této planety je protkáno vodními jeskyněmi a tunely, které umožňují proplout jí skrz. Povrch je pokryt rozsáhlými bažinami, velkými pláněmi, moři a lesy. Na povrchu si zbudovali svá sídla především lidé s hlavním městem Theed. Do čela monarchie je vždy po omezenou dobu ustanoven volený panovník, obvykle královna. Pod vodní hladinou planety je řada měst Gunganů, původních obyvatel planety, kteří za své hlavní město považují Otoh Gunga. Domorodí obyvatelé mají své vlastní vůdce. Přestože Gungani tvoří většinu obyvatel na planetě, obvykle se straní lidské populaci a nejsou podřízeni jejich monarchii.
Obě rasy žily po značnou část společné historie ve vzájemné nevraživosti, ale díky úsilí královny Padmé Amidaly, moudrosti šéfa Gunganů Rugor Nasse, a touze zbavit se invazní armády mechanických droidů Obchodní federace byl nastolen mír mezi lidmi a Gungany.